# After 7
After 7, surgió en Indianápolis en 1988 que se consolidó como una de las bandas de new jack swing y urban durante los '90. El trío estaba formado por Melvin Edmonds y Kevin Edmonds; hermanos de Babyface; y Keith Mitchell, primo de Babyface y compañero musical de L.A. Reid. Firmaron en 1989 con la discográfica "Virgin" e inmediatamente lanzaron su disco debut "After 7"; con temas como "Can't Stop" y "Heat of the Moment" consiguieron adentrase en el mundo del urban, y con un remix de "Can't stop" golpearon las listas dance. En 1992 grabaron con Johnny Gill "Takin' my time", el cual incluida una versión del tema de The Originals "Baby, I'm For Real".

## Discografía
- "After 7" (1989)
- "Takin' my time" (1992)
- "Reflections" (1995)
- "The very best of After 7" (1997)
- "Best of After 7" (2003)

- Datos: Q4690451